# Zoophthorus stimulator
Zoophthorus stimulator là một loài tò vò trong họ Ichneumonidae.